# 高考移民
高考移民，是中国大陆地区所有的一种独特的移民群体。其产生与中国各地高考录取比例差异较大以及户籍制度等有关。随着入户制度的松动，这种现象在1990年代开始出现。教育部則表示要打击和治理“高考移民”。

## 产生背景
1977年，中国大陆地区恢复了高考制度。由于教育资源的相对短缺，导致“千军万马争过独木桥”的现象愈演愈烈。由于中国大陆各省市之间在经济上发展的不均衡，导致了各地教育质量也参差不齐。因此中国的高考虽然采取了全国统一命题（个别地区一直实行单独命题，近年这种趋势有所扩大），但是并未采取统一评分，更重要的，并未在全国规定划一的招生名额，而是实行省内统一招生政策。这种政策带来的后果可以分为两种类型：
1. 重点城市的优势——北京、天津、上海等大城市在招生名额上占有较大的优势，例如清华大学多年来在北京地区的招生人数超过了苏、皖、鄂、川四省的总和。而这四省的人口总数超过了北京地区人口的20倍。由于直辖市在中等教育资源上已占有相对的优势，加之国家重点大学对于这两地的招生政策有所倾斜，使得这些地区的学生更容易入读著名的高等院校。2005年全国高考招生报名人数总计867万，比上一年增加144万，预计录取率55%。但北京、天津、海南等地预计录取率超过70%，而其他地区远低于全国平均水平。《南风窗》报道
2. 边远地区的优势——出于优惠照顾特区及民族地区的考虑，中等教育资源匮乏的海南省、广西壮族自治区和新疆维吾尔自治区也拥有了相对较高的招生名额；另外一些边远地区虽然没有较多的招生名额，但与当地的人口相对比，这些地区的高考录取率远远高于内地人口大省。并且由于这些地区中学教育水平不高，当地考生普遍考分偏低，因此来自中等发达省份的学生便在高考中有了相对优势，更容易导致纯粹的高考移民。

## 移民形态
针对上述两种不同的地区特征，中国的考生采取了不同的移民策略，可以概括为“高考移民”和“高中移民”两种。这两者的目的都是为了在高考录取分数线较低的地方参加高考，增加自身被好学校录取的可能性。移民流出地多为人口众多的内地省份，如河北、河南、山东、四川、湖南、江西、湖北等地。
1. 高考移民——高考移民的特点是“西进南下”，中部省份的高三学生流向新疆、宁夏、甘肃、云南、青海、海南等地。这类移民属于个人行为，各地都相继出台政策予以禁止。高考移民多发生在高三阶段，学生通过投亲奔友等方式，将户口迁移到流入地，在形式上成为当地考生。然后凭借着出生地较高的考试成绩取得对当地学生的优势。
2. 高中移民——这类移民的特点是“东闯”，通常是其他省份的高一学生或者初中生进入天津和上海等地的高中入读（由于北京的户口政策很严格，因此流入难度很大）。这类移民带有一定的合法色彩，天津、上海等地的教育主管部门相继出台政策，允许本地高中招收外省市学生，给高中移民合理的存在理由。高中移民通过中学招生考试，通常也需要交纳一笔不菲的借读费用，先办理临时户口，在直辖市的高水平高中学习并参加高考。

据海南省教育部门统计，除北京、上海、西藏外，全国其它省（市、区）在向海南省进行“高考移民”，尤以河南、湖北、江西、湖南、安徽、河北、内蒙古、浙江、山东九省份为最。上述9省份2005年有9600多名应试考生来到海南省参加高考，其中河南省3500多人，湖北省1500多人，江西1100余人，湖南1000余人。也就是每5个海南考生中就有一个是“高考移民”

## 案例
2005年6月24日，海南省高考成绩揭晓，但是对理科状元却没有出现任何报道（2002年，由于海南省的文科状元是来自湖南省的一名“高考移民”，也遭遇了这种状况），7月14日，海南省考试局新闻发言人王素英证实，海口市海天学校包括李洋在内的28名考生都被取消报考本科第一批的资格。李洋原籍湖北仙桃，以897分的成绩列今年海南省理科高考的第一名，由于他在海南高中阶段就读未满两年（仅差一个月），违反了《海南省普通高等学校招生报考条件暂行规定》，不符合报考本科第一批院校的要求。这一事件的发生使得高考移民现象再次成为人们关注和议论的热门话题。
2019年4月，深圳市富源学校被曝出组织部分在衡水中学等学校学习的学生代表该学校参加高考。其后，深圳市成立调查组，决定对富源学校是否存在“人籍分离”“高考移民”等问题进行调查，一经查实将依法依纪依规进行严肃处理和追责。调查结果通报5月12日公布，指该学生的32名考生属高考移民，依规取消他们在报名深圳高考的资格，同时给予富源学校行政处罚，核减该校2019年高中招生计划的50%；责成深圳市富源学校董事会作出深刻检查，责令深圳市富源学校对直接责任人及有关负责人进行严肃处理，认真整改存在问题，严格规范办学行为。
2023年7月14日，西安市公布高中入学考试（中考）成绩后，有传言指该市10万名考生中有多达4万名为“回流生”。西安教育部门声称参加该市2023年中考的“回流生”人数为3608名，仅占全市考生总人数的3.5%。7月24日，西安方面表示3608名回流考生不占用原定招生计划。

## 各方评价
高考移民实质上反映了中国大陆各地经济、教育水平的差别，同时也是对国家实行地域差别的一种适应性政策。一方面，能够办理高考移民的学生家庭往往有一定的经济实力，而流入地学校也通过招收高考移民学生增加财政收入。另一方面，原本为了照顾经济落后地区学生的政策在一定程度上失去了作用，由于中学教育的差异性带来的不平等、不充分在进一步扩大，因此，许多人在抨击高考移民的同时，也开始对其产生的背景“高考分省招生”政策产生反思和批判。
目前对于高考移民，各省都纷纷采取了越来越严格的高考招生政策。这往往导致移民的学生反而失去了报考重点院校的资格。

## 高考移民中的名人
- 邵夷贝，民谣歌手，在自弹自唱一首《大龄文艺女青年之歌》后在网络上走红。她高中就读于青岛二中，2001年在第一次在山东的高考落榜后，2002年在青海考得省文科状元，从而成功升入北京大學。[11]